# Sølvløn
Sølvløn (Acer saccharinum), også skrevet Sølv-Løn, er et stort og hurtigt voksende, løvfældende træ med en åben vækst. Bladene er håndlappede med lange, smalle lapper. Høstfarven er klart rød, og derfor plantes træet i parker og større haver.

## Beskrivelse
Sølvløn er et stort og hurtigt voksende, løvfældende træ med en åben vækst. Kronen er højt hvælvet og noget kegleformet. På unge træer er sidegrenene spidsvinklede i forhold til stammen. Det giver træet en udpræget tilbøjelighed til at danne flere, konkurrerende hovedstammer. Barken er først glat og rødbrun, senere bliver den sølvgrå, og til sidst er den grå med smalle furer.
Knopperne er modsatte, tilliggende, smalle og røde med fine, gule aftegninger. Bladene er ægformede og 5-lappede med smalle og meget spidse lapper. Oversiden er mørkegrøn, mens undersiden er lyst sølvgrå. Høstfarven er klart rød (i hvert fald på de gængs solgte planter!).
Blomster ser man først efter 15-20 år. De er små og grønlige, og de sidder i hængende skærme. Frugterne modner kun sjældent herhjemme.
Rodnettet er fladt med vidt udbredte hovedrødder og tæt forgrenede finrødder. Sølvløn kan "bløde" kraftigt, hvis den bliver såret mellem den 1. januar og den 1. maj.
Højde x bredde og årlig tilvækst: 30 x 10 m (50 x 30 cm/år). Disse mål kan fx anvendes, når arten udplantes.

## Hjemsted
Sølvløn hører hjemme i det sydøstlige Canada, New England-staterne, Midtvesten og den sydøstlige del af USA. Arten danner blandet løvskov sammen med flere Ege-arter, Poppel-arter, amerikanske Aske og Linde samt Hickory i fugtige lavninger og floddale.
På flodsletterne i det nordlige USA består skovtypen af blandede løv- og nåletræer. Her vokser arten sammen med bl.a. Giftsumak, tretorn, amerikansk celaster, amerikansk nældetræ, amerikansk platan, askebladet løn, hvidask, hvidelm, klatrevildvin, rundbladet snebær, rød løn, rødask, rødelm, Smilax hispida (en art af sarsaparil), sort valnød og virginsk poppel
- Vækstform
- Blade
- Høstfarve
- Blomster

| Portal | Portal:Botanik |

## Note
1. ↑  National Park Servica: An Identification of Prairie in National Park Units in the Great Plains Den US-føderale regerings oversigt over naturtyper i Midtvesten (engelsk)